# ثورن فيلد (أوزارك)
ثورن فيلد هي بلدة غير نشطة في مقاطعة أوزارك في ولاية ميزوري.
شُيّدت البلدة في عام 1870، وسُمّيت باسم أسرة ثورن فيلد.